# McHale’s Navy
McHale’s Navy  ist eine US-amerikanische Militärkomödie aus dem Jahr 1997 in der Tom Arnold die Hauptrolle und Titelfigur Lt. Cmdr. Quinton McHale verkörpert. Der Film basiert auf der gleichnamigen US-Fernsehserie aus den Jahren 1962 bis 1966.

## Handlung
Vor Jahren hatten Lt. Cmdr. Quinton McHale und Roberto Valenzuela Senior (der Vater des jungen Roberto), im Auftrag der US Navy, den Befehl den Terroristen Vladokov zu schnappen. Dabei wurde Valenzuela Senior von Vladokov in Panama umgebracht. Seit dem Vorfall ist Navy-Offizier Lt.Cmdr. McHale im Vorruhestand, um sich um Roberto, den Sohn von Valenzuela Senior zu kümmern. Er bewohnt eine Nachbarinsel neben einer in der Karibik stationierten Navy-Einheit und der Insel auf der Roberto und die Dorfbewohner leben. Seinen Lebensunterhalt verdient er mit selbstgebrauten Bier und anderen Annehmlichkeiten z. B. Whiskey und Eiscreme, mit denen er Handel treibt. Die idyllische Urlaubsstimmung in dem Navy-Stützpunkt ändert sich aber, nachdem der neue Kommandeur, Capt. Wallace B. Binghampton, und Lt. Penelope Carpenter auf die Insel kommen, um mit dem wilden Lotterleben der Soldaten aufzuräumen. Capt. Binghampton ist jedoch selbst in Ungnade gefallen, da er vor einigen Jahren versehentlich ein Kreuzfahrtschiff versenkt hat.
Als dann noch der „zweitbeste“ Terrorist Vladokov beginnt auf einer Insel ein Terroristencamp zu bauen, ist es mit der Idylle vollends vorbei. Lt.Cmdr. McHale, wird vom neuen Kommandeur, im Auftrag von „Cobra“, um Hilfe gebeten. Allerdings kommt es zu weiteren Differenzen mit Capt. Binghampton, den McHale für einen unfähigen Idioten hält. Als Vladokov die Insel angreift, auf der die Dorfbewohner um den Jungen Roberto Valenzuela leben, erklärt sich McHale bereit zu helfen. Zusammen mit seinen Männern gelingt es ihm, den Terroristen Vladokov zu stoppen und von der Insel zu vertreiben. Am Ende des Films werden die tapferen Soldaten von Cobra ausgezeichnet. Dabei zeigt sich, dass Lt. Cmdr. McHale der Sohn des Admirals mit dem Codenamen „Cobra“ ist.

## Kritik
„(Militär-)Komödie nach einer Fernsehserie der 60er Jahre, die zu keiner humoristischen Einheit findet und lediglich Gags unterschiedlicher Qualität aneinanderreiht.“